# Catagramma maximilla
Catagramma maximilla är en fjärilsart som beskrevs av Hans Fruhstorfer 1916. Catagramma maximilla ingår i släktet Catagramma och familjen praktfjärilar. Inga underarter finns listade i Catalogue of Life.